# Julián Volio Llorente
Julián Volio Llorente (Cartago, 17 de febrero de 1827 - San Ramón, 26 de noviembre de 1889) fue un abogado y político costarricense, Secretario de Relaciones Exteriores de Costa Rica de 1863 a 1868.

## Biografía
Nació en San Ramón, el 17 de febrero de 1827. Fue hijo de José María Volio y Zamora y Juana Llorente y Lafuente, hermana del Obispo Anselmo Llorente y Lafuente. Contrajo nucpias con María Cristina Tinoco Iglesias.
Se graduó de abogado en la Universidad de San Carlos de Guatemala.

## Cargos públicos
En la época del presidente Juan Rafael Mora fue miembro del Consejo de Instrucción Pública (1852), Comandante de Armas de Moravia (1856) y Magistrado de la Corte Suprema de Justicia de Costa Rica (1858-1859). Tuvo una participación importante en la conspiración que derrocó a Mora y llevó a la presidencia a José Montealegre Fernández, en cuya administración provisional fue Ministro de Gobernación, Justicia y Negocios Eclesiásticos (1859-1860).
Durante la administración constitucional de Montealegre fue Presidente de la Cámara de Representantes (1860-1863) y Primer Designado a la Presidencia (1862-1863 y 1866-1867). En 1863 el presidente Jesús Jiménez Zamora lo nombró Secretario de Relaciones Exteriores e Instrucción Pública, cargo en el cual fue confirmado en 1866 por el presidente (1863-1868). Su desempeño en este último cargo fue especialmente brillante, y se distinguió por su defensa de la institución del asilo político y por la elaboración de un novedoso plan de instrucción pública, que no llegó a ponerse en ejecución.

## Candidatura presidencial
En 1868 se lanzó su candidatura a la Presidencia de Costa Rica; pero el apoyo expreso que le dio el presidente José Castro Madriz despertó mucha oposición. Para apaciguar los ánimos, durante la campaña se le envió en misión oficial a Europa; pero el 1 de noviembre de 1868 un golpe militar depuso al presidente Castro y frustró definitivamente la postulación de Volio.

## Cargos posteriores
Fue miembro de la Asamblea Constituyente de 1870, que fue disuelta por el presidente Tomás Guardia Gutiérrez. Enemistado con este, hubo de abandonar Costa Rica y se estableció en Guatemala, donde fue Ministro de Hacienda y Crédito Público y diputado por Chiquimula a la Asamblea Constituyente de 1872. 
En 1873 fue expulsado de Guatemala por el gobierno de Justo Rufino Barrios, y se radicó en San Francisco, California, donde se habían establecido otros distinguidos costarricenses, entre ellos el expresidente José Montealegre Fernández.
En 1874 pudo volver a Costa Rica y se estableció en la población de San Ramón, donde se dedicó a impartir lecciones de Derecho. 
Fue elegido para presidir la Asamblea Constituyente de 1880, cuyas sesiones fueron suspendidas por decisión del presidente Tomás Guardia Gutiérrez. Julián Volio Llorente fue confinado en San Ramón.  
Durante el gobierno de Próspero Fernández Oreamuno fue abogado consultor del gobierno, abogado y administrador del Banco Nacional, Diputado por Alajuela (1884-1885) y Presidente del Colegio de Abogados.

## Fallecimiento
Falleció en San Ramón, el 26 de noviembre de 1889 a los 62 años de edad. En 1961 fue declarado Benemérito de la Patria.